# Lode Zielens
Ludovicu Carolus Zielens (Amberes, 13 de junio de 1901 - Amberes, 28 de noviembre de 1944) fue un novelista y periodista belga.

## Biografía
Nació en Amberes en el seno de una familia pobre y trabajó durante su juventud en el puerto. Su primer trabajo, Schoolkolonie, fue publicado en la Elsevier’s Monthly Magazine. Esto le permitió entablar contacto con personas pertenecientes a los círculos literarios, como los escritores Herman Robbers y Frans Verschoren. Este segundo le encontró un trabajo como oficinista, pero a Zielens no le agradó la idea.
Schoolkolonie recibió muchos elogios y le permitió entrar a formar parte del periódico socialista Volksgazet —que fue más tarde absorbido por De Morgen— como editor. Het duistere bloed, publicada en 1931, tuvo incluso más éxito. Alcanzó el culmen en el año 1934, cuando salió a la venta Moeder, waarom leven wij?, que se llevaría más tarde a la gran pantalla.
Zielens falleció en un ataque con cohetes V2 a finales de la Segunda Guerra Mundial y está enterrado en un cementerio de Amberes.

## Obras
| - Schoolkolonie (1920) - Het jonge leven (1928) - Robert, zonder Bertrand (1929) - Het duistere bloed (1930) - De roep (1931) - Moeder, waarom leven wij (1932) - De gele roos (1933) - Nu begint het leven (1935) | - De dag van morgen (1938) - Op een namiddag in September (1940) - Lees en vergeet (1941) - Te laat voor muziek (1941) - Opsomer (1942) - Het heerke (1942) - Herinneringen van toen (1942-1943) | - Terug tot de bron (1944) - De volle waarheid over het concentratiekamp van Breendonk (1944) - Alles wordt betaald (1945) - Menschen als wij (1946) - De wereld gaat stralend open : een keuze uit novellen en schetsen (1959) - Polka voor piston |